# 吉恩·阿姆達爾
吉恩·邁倫·阿姆達爾（英語：Gene Myron Amdahl，1922年11月16日—2015年11月10日）是一名美國半導體工程師和企業家。他在IBM工作多年，後來創辦了阿姆達爾公司。他提出的阿姆达尔定律成為平行運算領域的重要定律之一。

## 生平
阿姆達爾在南達科他州出生、長大，其父母是挪威和瑞典的移民。大學就讀南達科塔州立大學。在第二次世界大戰期間，休學加入美國海軍，在大戰結束後回到學校，取得工程物理學學士。1952年，在威斯康星大学麦迪逊分校取得物理學博士，6月畢業後，隨即進入IBM工作。
在1955年12月，他曾短暫離開IBM，到其他公司工作，但在1960年9月，他又回到IBM。
1970年9月，因獲得日本富士通公司的支持，吉恩·阿姆達爾離開IBM，在加州森尼韋爾，創立阿姆達爾公司。